# Masakra w Sagamiharze
Masakra w Sagamiharze – masakra, która miała miejsce 26 lipca 2016 roku w miejscowości Sagamihara w Japonii. 26-letni nożownik zabił 19 osób, ranił 25, w tym 20 ciężko.

## Przebieg
26-letni Satoshi Uematsu, ok. godz. 02:30, wdarł się do ośrodka dla niepełnosprawnych, po czym zaczął atakować pacjentów nożem. Został aresztowany przez japońską policję, która na terenie ośrodka znalazła worek z nożami, z których co najmniej jeden był pokrwawiony. Nożownik był pracownikiem tego ośrodka w latach 2012-2016. W przeszłości domagał się eutanazji dla szczególnie niepełnosprawnych osób. Personel ośrodka Tsukui Yamayuri Garden wezwał policję o godz. 2:30 rano czasu lokalnego, zgłaszając, że na terenie zakładu znajduje się człowiek uzbrojony w nóż. Miał włamać się do ośrodka, wybijając okno.